# アンドレア・ロボッティ
アンドレア・ロボッティ（Andrea Lovotti、1989年7月28日 - ）は、プロ14ゼブレに所属するラグビーユニオン選手。

## プロフィール
- イタリア・ピアチェンツァ出身。
- ポジションはプロップ(PR)。
- 身長 189cm、体重 111kg
- U20イタリア代表に選ばれたことがある[1]。
- イタリア代表キャップは43（2021年1月現在）でラグビーワールドカップ2015[2]・ラグビーワールドカップ2019のイタリア代表に選ばれた[3]。

## 略歴
ラグビーリヴォルノ1931、クロティアティ、カルヴィザーノを経て、2014年、ゼブレに加入。 